# Аль-Худжурат
Аль-Худжура́т (араб. الحجرات — Покои) — сорок девятая сура Корана. Сура мединская.  Состоит из 18 аятов.

## Содержание
Сура начинается с запрещения верующим решать что-либо из вопросов жизни или религии, опережая Аллаха и его посланника. Потом в суре верующим повелено уточнять сведения, которые сообщают нечестивцы и слабоверующие.
Она указывает правителям мусульман, как надо поступать, если две группы верующих сражаются между собой. В суре верующим запрещено глумиться друг над другом, хулить друг друга, подозревать и дурно думать о добрых людях, подглядывать друг за другом. В ней приведены качества, характерные для искренних верующих.

 О те, которые уверовали! Не опережайте Аллаха и Его посланника и бойтесь Аллаха, ибо Аллах - Слышащий, Знающий. ۝ О те, которые уверовали! Не поднимайте ваши голоса над голосом Пророка и не обращайтесь к нему так же громко, как вы обращаетесь друг к другу, а не то ваши деяния окажутся тщетными, и вы даже не почувствуете этого. ۝ Воистину, сердца тех, которые при Посланнике Аллаха понижают свои голоса, Аллах очистил (или раскрыл) для богобоязненности. Им уготованы прощение и великая награда. ۝ Воистину, большинство из тех, которые зовут тебя из-за пределов комнат, не разумеют. ۝ Если бы они потерпели, пока ты выйдешь к ним, это было бы лучше для них. Аллах - Прощающий, Милосердный. ۝ О те, которые уверовали! Если нечестивец принесёт вам весть, то разузнайте, чтобы не поразить по незнанию невинных людей, а не то вы будете сожалеть о содеянном. ۝ Знайте, что среди вас находится посланник Аллаха. Если бы он подчинялся вам во многих делах, то вы непременно попали бы в затруднительное положение. Но Аллах привил вам любовь к вере, и представил её прекрасной вашим сердцам, и сделал ненавистными вам неверие, нечестие и неповиновение. Таковы идущие правым путём ۝ по милосердию и милости Аллаха. Аллах - Знающий, Мудрый. 
—  49:1—8 (Кулиев)